# Lineth Chepkurui
Lineth Chepkurui (ur. 23 lutego 1988 w Bomet w Prowincji Rift Valley) – kenijska lekkoatletka, specjalistka od długich dystansów.

## Osiągnięcia
- 2 złote medale w drużynie podczas mistrzostw świata w przełajach (Amman 2009 & Bydgoszcz 2010)
- srebrny medal w biegu na 10 000 m podczas światowych wojskowych igrzysk sportowych (Rio de Janeiro 2011)

## Rekordy życiowe
- bieg na 3000 m z przeszkodami – 9:30,73 (2011)
- bieg na 5000 m – 15:15,15 (2011)
- bieg na 10 000 m – 31:24,20 (2011)
- bieg na 10 km – 30:45 (2010)
- półmaraton – 1:07:47 (2010)